# Отрутозубові
Отрутозубові (Helodermatidae) — родина плазунів з підряду Ящірок. Має 1 сучасний рід (Heloderma) і 5 сучасних видів. Викопні отрутозуби відомі починаючи з олігоцену.

## Опис
Загальна довжина представників цієї родини ящірок коливається від 50 до 90 см. Тулуб валькуватий, щільний. Голова тупо закруглена, дещо сплющена. Кінцівки п'ятипалі, дуже міцні, хвіст товстий та короткий. Очі невеликі з рухомими повіками. Барабанна перетинка розташована відкрито біля заднього краю рота. Шкіра має білувато-жовтий, помаранчево-червоний, буро-червоний колір з темним малюнком. На хвості по черзі розташовано темні та світлі поперечні смуги. Іноді зустрічаються однокольорові сірувато-бурі особини. Луска на шкірі велика та горбиста, розташована правильними поперечними рядками. На спині, з боків, на зовнішньому боці лап під лускою є кістяні пластинки — остеодерми, які не торкаються одна одної. Скронні дуги недорозвинені, тім'яний отвір відсутній.
Має отрутний апарат. Отрута виробляється слиною, яка тече між щелепою та губою декількома струмками. Усі зуби отруйні. На теплокровних тварин отрута цих ящірок діє сильніше, ніж на холоднокровних. Втім, для людини вона несмертельна. Зуби у разі випадання або іншої втрати відновлюються.

## Спосіб життя
Полюбляє кам'янисті, сухі передгір'я, пустелі й напівпустелі. Ховається серед кактусів, у саванах, лісах. Часто отрутозубів можна знайти біля водоймищ. Добре плавають. Риють нори або використовують нори великих гризунів. Це досить повільна тварина, пересувається неквапливо. Під час сильної спеки отрутозуби ховаються у норах і виходять на полювання у присмерку або вночі. Харчуються безхребетними або дрібними хребетними тваринами, зокрема гризунами й зміями, також вживають яйця птахів. Під час полювання в першу чергу користуються нюхом, який добре розвинений. Отрутозуб до 5 місяців може жити без їжі. В цьому випадку використовує жир, який завбачливо відкладається у хвості.
Це яйцекладні ящірки. У липні — на початку серпня самиця зариває 3—12 яєць у землю. Через 30 днів народжуються молоді отрутозуби довжиною 10—12 см.

## Стосунки з людиною
З огляду на те, що отрутозуби не становлять загрози для людини, останні не дуже бояться їх. Навпаки, у багатьох місцях полюють на цю ящірку через її гарну шкіру. Водночас середовище проживання отрутозубів скорочується. Тому владою Мексики та США заборонено полювання на отрутозубів.

## Розповсюдження
Мешкає у південно-західних штатах США, західній та південно-західній Мексиці, узбережжі Каліфорнійської затоки.

## Таксономія
- Рід Heloderma
  - Heloderma horridum — отрутозуб жахливий
    - Heloderma horridum horridum
    - Heloderma horridum alvarezi
    - Heloderma horridum exasperatum
    - Heloderma horridum charlesbogerti

  - Heloderma suspectum — отрутозуб підозрілий
    - Heloderma suspectum suspectum
    - Heloderma suspectum cinctum